# Alpinista
Alpinista – człowiek uprawiający alpinizm, czyli wspinaczkę górską uprawianą w Alpach. W szerszym znaczeniu termin ten określa osoby, które zajmują się wspinaczką górską prowadzoną poza wyznaczonymi szlakami turystycznymi.
Ze względu na to, że Alpy obfitują w niemal każdy rodzaj formacji skalnych i lodowych, oraz na to, iż większość technik wspinaczkowych została zapoczątkowana w Alpach, termin ten został w jęz. polskim „zawłaszczony” i dlatego w ten sposób określa się też osoby uprawiające określony typ wspinaczki w górach lodowcowych, alpinizm.